# Glenmor
Glenmor (25. června 1931 Maël-Carhaix – 18. června 1996 Quimper) byl bretonský písničkář. Jeho původní jméno bylo Émile Le Scanve (bretonsky Milig ar Skañv), pseudonym si vytvořil spojením slov „glen“ (země) a „mor“ (moře).
Narodil se v rolnické rodině, navštěvoval katolický seminář a v roce 1952 vystudoval filosofii na Renneské univerzitě. Hrál divadlo a od roku 1959 začal vystupovat v Paříži jako zpěvák a kytarista, navazující na tradici keltských bardů. Skládal protestsongy ve francouzštině i bretonštině a výrazně se angažoval v boji za práva Bretaně, vystupoval také proti katolické církvi. Byl spoluzakladatelem nakladatelství Kelenn, kde vydával svoje básně, spolupracoval s Jacquesem Brelem, Léo Ferrém, Alanem Stivellem a Xavierem Grallem, vystupoval v dokumentárním filmu C'était un Québecois en Bretagne, Madame, vydával časopis Nation bretonne.
Složil píseň „Kan bale lu poblek Breizh“, která se stala hymnou separatistické teroristické organizace Bretaňská revoluční armáda, v roce 1979 držel hladovku za propuštění jejích vězněných členů.
V roce 1990 mu byl udělen Řád hermelínu.

## Diskografie
- 1969 : Cet amour-là
- 1971 : Hommage à Morvan Lebesque
- 1972 : Vivre
- 1973 : Princes, entendez bien...
- 1974 : Ouvrez les portes de la nuit
- 1977 : E dibenn miz gwengolo
- 1978 : Tous ces vingt ans déjà... Pour un vingt ans d'abord
- 1979 : La Coupe et la Mémoire
- 1984 : Tristan Corbière : Le Paria, dit par Glenmor
- 1985 : Si tu ne chantais pas pour eux à quoi bon demeurer?
- 1987 : Après la fleur le fruit, sous la rose l'épine
- 1987 : En Bretagne, noces et fest-noz